# Webquest
Una webquest, webquesta o WQ és una proposta didàctica de recerca guiada, que utilitza principalment recursos d'Internet. Té en compte el desenvolupament de les competències bàsiques, contempla el treball cooperatiu i la responsabilitat individual, prioritza la construcció del coneixement mitjançant la transformació de la informació en la creació d'un producte i conté una avaluació directa del procés i dels resultats. (Definició consensuada a les segones jornades de Webquest, 2006)
Generalment, es tracta d'una pàgina que proposa als participants una història suggeridora per tal que aconsegueixin una sèrie d'informacions en unes pàgines d'Internet concretes, extraient les seves conclusions a partir del treball cooperatiu. Els objectius són combinar els continguts curriculars amb l'ús de les tecnologies de la informació i la comunicació a l'aula, en un aprenentatge de descobriment guiat.
Les webquests es basen en el constructivisme, és a dir, en què els alumnes construeixin el seu propi coneixement a partir dels coneixements propis previs. Van ser ideades per Bernie Dodge l'any 1995 amb l'ajut de Tom March en el desenvolupament pràctic. Moltes de les webquests es creen a partir de generadors si els professors no saben programació.
Una webquest és una unitat didàctica que planteja als alumnes una feina o resolució d'un problema interessant i motivador i un procés de treball col·laboratiu basat principalment en recursos existents a Internet. Es tracta d'una activitat de cerca guiada en la xarxa.
Area Moreira afirma: La Webquest és l'aplicació d'una estratègia d'aprenentatge per descobriment guiat a un procés de treball desenvolupat pels alumnes utilitzant recursos d'Internet, és a dir, presentar un problema amb un conjunt de recursos establerts per l'autor/a de la WQ, evitant la navegació simple.

## Altres recursos similars
Hi ha una aplicació similar però molt més senzilla, anomenada Cacera del Tresor, que a partir del plantejament inicial de les webquests, proposa una sèrie de preguntes als alumnes i els dona les adreces en la xarxa on poden aconseguir les respostes.
Per arrodonir (i acabar) la feina, es planteja una "gran pregunta" que els alumnes han de provar de resoldre en grup, a partir de la informació de les qüestions anteriors, fent-los reflexionar i comentar entre ells per aconseguir una resposta en comú.
La idea de webquest va ser desenvolupada en 1995 en la Universitat Estatal de San Diego pel professor Bernie Dodge junt al seu amic Tom March; a partir d'aquí va tenir una gran repercussió en l'àmbit anglosaxó i actualment està tenint una creixent expansió a Europa i Latinoamèrica.
Diferències i semblances entre la cacera del tresor i la webquest
Diferències: En la webquest l'estructura està predeterminada i en la cacera del tresor no. L'aprenentatge és guiat en la webquest i en la cacera del tresor es formula una pregunta i l'estudiant ha de trobar les respostes per si mateix.
Semblances: Totes dues utilitzen les noves tecnologies per arribar als estudiant. A més a més, utilitzen enllaços per a trobar informació. També integren el que han après durant la recerca.
Cacera del tresor: És una activitat didàctica que poden utilitzar els docents, on llancen preguntes als alumnes a classe i donen una llista de pàgines web on trobaran les respostes. Algunes com a avaluació final inclouen una "Gran Pregunta" per veure si l'han entès. Amb la cacera del tresor apropen als estudiants a la xarxa. La seva estructura és introducció, preguntes i "la Gran Pregunta".

## Estructura bàsica d'una webquest
- Introducció: orienta els alumnes i capta el seu interès, situant-los en una història o problema a resoldre. La introducció deu ser clara i motivadora amb la finalitat de presentar la webquest: el tema sobre el que es treballarà, l'escenari inicial, el plantejament de preguntes, problemes o reptes a resoldre,etc.

- Tasca: En aquest apartat es proporciona a l'alumne una clara descripció del que haurà de fer en finalitzar la webquest així com el nombre de persones que compondran el grup de treball, els papers que hauran d'adoptar els components. La classificació de les tasques són:
  - De repetició
  - De recopilació
  - De misteri
  - De periodisme
  - De disseny
  - De creació
  - De consens
  - De persuasió
  - D'autoconeixement
  - Analítica
  - De judici
  - Científica

- Procés: explica les estratègies que els estudiants han d'utilitzar per a dur a terme la tasca pas per pas. L'explicació de tot el procés ha de ser curta i precisa, però també detallada.

- Recursos: llocs d'Internet que els alumnes utilitzaran per a la tasca.

- Avaluació: En aquest apartat s'indica com avaluar el treball realitzat. Per a ell es detallen els criteris d'avaluació en què es basa aquesta avaluació. Depenent del nivell dels alumnes i del tipus d'activitat, es fa una descripció d'allò que es va a avaluar i de com es farà.

- Conclusió: Resumeix l'activitat i anima als estudiants perquè reflexionin sobre el seu procés i resultats.

- Orientacions per al professor: És l'únic apartat dirigit al professor. En ell s'inclou els conceptes, objectius i continguts per a ajudar el professor a posar en pràctica aquest recurs d'Internet.

Ací s'aborden qüestions tals com:justificació i utilitat de la webquest, nivell educatiu al que va dirigit la webquest, coneixements previs que ha de tenir l'alumnat, relació amb el curriculum, metodologia i procés a seguir per a treballar la webquest amb els alumnes...

## Possibilitats educatives
- Suposa una forma d'utilitzar didàcticament Internet: plantejem tasques en les quals els recursos es troben en la xarxa.

- Centrem l'activitat en l'ús de la informació obtinguda en Internet(per analitzar, sintetitzar, comparar...) més que en la recerca.D'aquesta manera els alumnes poden saber on trobar la informació i evitem que es puga perdre.

- L'alumne treballa autonomament construint el coneixement. El docent orienta tot el procés.

- Sols plantejar-se per a treballar en grup i assignant a cada alumne un rol.

- Fomenta les competències derivades de l'ús d'Internet, ja que els alumnes naveguen per la xarxa realitzant les activitats.

- Són relativament senzilles de planificar pel mestre, motivadores pels alumnes i fàcils d'adaptar a les necessitats de l'aula.

Em pareix molt interessant aquesta forma d'ensenyament, ja que a més d'introduir-los al món de les noves tecnologies, aprenen fomentant el seu interès, ja que és una manera molt didàctica i divertida d'aprendre conceptes, es motiva per investigar per ells mateixos.
El mestre, a la mateixa vegada, ensenya al xiquet d'una manera significativa i és una forma interessant perquè el xiquet s'adone dels seus coneixements, ja que es fa una autoavaluació final.
Habilitats cognitives de les WQ's:
- Permet que l'alumne elabore els seus propis coneixements.
- Promou l'aprenentatge centrat en l'alumne.
- Posa en marxa processos de reflexió, anàlisis, síntesis i avaluació.
- Fomenta la integració amb el medi.
- Implica la col·laboració i cooperació entre els alumnes.

## Característiques
- Dissenyar una webquest és semblant a dissenyar una unitat didàctica amb una estructura determinada.

- És com dissenyar una pàgina web però tenint en compte el suport electrònic i, per tant, els aspectes propis del dit suport: relació fons text, grandària de lletra, colors, imatges, enllaços...

- Ha de tractar un tema que pertanga a alguna àrea curricular.

- Els apartats de la webquest seran: Introducció, tasca, procés, avaluació, conclusió i orientacions per al professor o guia didàctica.

- Està dirigida a l'alumnat, excepte l'apartat d'orientacions pel que el text estarà adaptat a la seua edat.

- Internet serà un recurs important en la webquest pel que enllaçarem a altres webs.

## Els rols de l'alumne i el professor al treballar amb Webquest

### El rol de l'alumne
En l'ensenyament tradicional s'acostuma a dir que el protagonista és el mestre, però podríem destacar com a autèntic protagonista el llibre. El nombre de lliçons i de temes es reparteixen d'una manera proporcional al llarg del curs.
El rol de l'alumne, es pot reduir en escoltar, repetir i memoritzar.
L'alumne a les Webquests, pren un paper de protagonista dels seus propis aprenentatges. Tant individualment com col·lectivament, pot duu a terme diferents activitats:
- Contrastar informació.
- Transformar informació.
- Desenvolupar habilitats cognitives.
- Desenvolupar habilitats socials.
- Treballar de manera cooperativa.
- Actuar amb responsabilitat individual.
- Demostrar autonomia.
- Crear alguna cosa.
- Participar en el seu procés d'aprenentatge.
- Treure conclusions sobre el seu treball.
- Prendre decisions morals, ètiques i solidaries.
- Consensuar les idees.
- Resoldre problemes reals.
- Transmetre a algú altre allò que ha après.
- Relacionar allò que ha après amb altres aspectes de la vida real.
- Proposar-se nous objectius.
- Anar més enllà del que el mestre sap.
- Trobar respostes diferents, pròpies i noves.

### El rol de l'educador
Les webquests, ajuden als mestres a poder realitzar coses com aquestes:
- Organitzar els grups, l'espai, els recursos.
- Crear un entorn d'aprenentatge ric i agradable.
- Seleccionar, avaluar i actualitzar els recursos.
- Preveure els conflictes i actuar.
- Ajudar a resoldre els dubtes.
- Facilitar el material dels programes.
- Assegurar la participació de tots els alumnes i de cada un en particular.
- Vetllar perquè es respectin totes les opinions.
- Conduir els debats perquè no es dispersin.
- Facilitar que els productes s'insereixin en el món real.
- Encoratjar la continuació de la investigació.
- Mostrar empatia.
- Observar i avaluar el procés, la participació dels grups, el producte, etc.

Les Webquests, donen l'oportunitat als mestres i professors de ser els mateixos creadors del material que s'utilitzarà en l'aula.

### El rol de l'educador-creador de Webquests
Els mestres i professors, a més de dissenyar les Webquests, fan coses com aquestes:
- Convertir-se en autors del material propi.
- Fer recerca sobre un contingut determinat.
- Reflexionar sobre un el procés d'aprenentatge.
- Reciclar-se sobre una matèria.
- Seleccionar els recursos propis.
- Dissenyar les estratègies i les activitats més adients.
- Adequar els continguts als seus alumnes.
- Treballar de manera cooperativa amb altres col·legues experts en la matèria.
- Compartir la tasca pròpia amb companys de qualsevol altre lloc.

Quan un mestre, crea la seva pròpia Webquest, es converteixen en creadors, investigadors i dissenyadors.

Tota la informació sobre l'apartat "Els rols de l'alumne i el professor al treballar amb WebQuest" està extreta del llibre Les Webquest en l'educació infantil i primària.
Bibliografia:
- Adell, J., Barba, C., Bernabé I., i Capella S. (2008). Les Webquest en l'educació infantil i primària. Barcelona: UOC
- Barba, C. (2015, Febrer 3). Homenatge... Recordant a Carme Barba: Les WebQuest [Arxiu de vídeo]. Recuperat de https://www.youtube.com/watch?v=ax6rAhN32EU
- Domingo, M. (2011). WebQuests en Educación y en Pedagogía de la Educación Superior. Primeras Noticias: Comunicación y Pedagogía, 253, 23-26.